# Charentia
Charentia es un género de foraminífero bentónico la familia Charentiidae, de la superfamilia Biokovinoidea, del suborden Biokovinina y del orden Loftusiida. Su especie tipo es Charentia cuvillieri. Su rango cronoestratigráfico abarca desde el Barremiense superior (Cretácico inferior) hasta el Cenomaniense (Cretácico superior).

## Discusión
Clasificaciones previas incluían Charentia en el suborden Textulariina y en el orden Textulariida.

## Clasificación
Charentia incluye a las siguientes especies:
- Charentia cuvillieri †
- Charentia granulosa †
- Charentia hasaensis †
- Charentia kosovica †
- Charentia rummanensis †